# Ray Walston
Herman Raymond Walston, dit Ray Walston, né le 2 décembre 1914 à Laurel (États-Unis) et mort le 1er janvier 2001 à Beverly Hills (États-Unis), est un acteur américain.

## Biographie
Ray Walston est notamment connu pour avoir joué le héros de Embrasse-moi, idiot de Billy Wilder. Il jouait souvent des rôles emblématiques au cinéma, à la télévision et sur scène tels que Luther Billis dans South Pacific, M. Applegate dans Cette satanée Lola, J. J. Singleton dans L'Arnaque, M. Hand dans Ça chauffe au lycée Ridgemont, Candy dans Des souris et des hommes, et le juge Henry Bone dans Un drôle de shérif.
Ray Walston meurt du lupus dans sa maison de Beverly Hills, en Californie, le 1er janvier 2001 à l'âge de 86 ans.

## Filmographie partielle

### Cinéma
- 1957 : Embrasse-la pour moi (Kiss Them for Me) de Stanley Donen : Lt. McCann
- 1958 : South Pacific de Joshua Logan : Luther Billis
- 1958 : Cette satanée Lola (Damn Yankees!) de George Abbott et Stanley Donen : Mr. Applegate
- 1959 : L'habit ne fait pas le moine (Say One for Me) de Frank Tashlin : Phil Stanley
- 1960 : La Tête à l'envers (Tall Story) de Joshua Logan : professeur Leo Sullivan
- 1960 : La Garçonnière (The Apartment) de Billy Wilder : Joe Dobisch
- 1960 : Meurtre sans faire-part (Portrait in Black) de Michael Gordon : Cobb
- 1962 : Convicts 4 de Millard Kaufman : Iggy
- 1963 : Le Divan de l'infidélité (Wives and Lovers) de John Rich : Wylie Driberg
- 1963 : Un chef de rayon explosif (Who's Minding the Store?) de Frank Tashlin : Mr. Quimby
- 1964 : Embrasse-moi, idiot (Kiss Me, Stupid) de Billy Wilder : Orville J. Spooner
- 1967 : Opération Caprice (Caprice) de Frank Tashlin : Stuart Clancy
- 1969 : La Kermesse de l'Ouest (Paint Your Wagon) de Joshua Logan : Mad Jack Duncan
- 1973 : L'Arnaque (The Sting) de George Roy Hill : J.J. Singleton
- 1976 : Transamerica Express (Silver Streak) de Arthur Hiller : Edgar Whiney
- 1977 : The Happy Hooker Goes to Washington de William A. Levey : Sen. Sturges
- 1980 : Popeye de Robert Altman : Poopdeck Pappy
- 1981 : La Galaxie de la terreur (Galaxy of Terror) de Bruce D. Clark : Kore
- 1982 : O'Hara's Wife de William S. Bartman : Walter Tatum
- 1982 : Ça chauffe au lycée Ridgemont (Fast Times at Ridgemont High) de amy Heckerling : Mr. Hand
- 1983 : Private School (en) de  Noel Black : Chauncey
- 1984 : Johnny le dangereux (Johnny Dangerously) de Amy Heckerling : le vendeur
- 1986 : Rad de Hal Needham : Burton Timmer
- 1987 : From the Hip de Bob Clark : le premier juge
- 1987 : Vous avez dit dingues ? (O.C. and Stiggs) de Robert Altman : « Gramps » Ogilvie
- 1988 : Paramedics (en) de Stuart Margolin : la victime de la crise cardiaque
- 1988 : Blood Relations de Graeme Campbell : Charles McLeod
- 1988 : Saturday the 14th Strikes Back de Howard R. Cohen : Gramps Baxter
- 1989 : Pasión de hombre de José Antonio de la Loma : Basilio
- 1989 : Oro Fino (en)
- 1990 : Blood Salvage' de Tucker Johnston : Mr. Stone
- 1990 : Ski Patrol (en) de Richard Correll : Pops
- 1991 : Popcorn de Mark Herrier : Dr. Mnesyne
- 1992 : Space Case
- 1992 : Des souris et des hommes (Of Mice and Men) de Gary Sinise : Candy
- 1996 : Parents secours (en) (House Arrest) de Harry Winer : le chef Rocco
- 1998 : La Famille Addams : Les Retrouvailles (Addams Family Reunion) (vidéo) : Walter Adams
- 1999 : Mon Martien bien-aimé (My Favorite Martian) de Donald Petrie : Armitan
- 2001 : Early Bird Special : Pappy

### Télévision

#### Téléfilms
- 1965 : The Man Who Bought Paradise : Ed Beecher
- 1978 : Danny and the Mermaid : professeur Stoneman
- 1979 : The Girl Who Saved the World : Bob Richards
- 1979 : Institute for Revenge : Frank Anders
- 1982 : Un vrai petit ange (The Kid with the Broken Halo) : Michael
- 1982 : The Fall of the House of Usher : Thaddeus
- 1983 : Mystère et bas nylon (This Girl for Hire) : Abner Litto
- 1984 : The Jerk, Too : Diesel
- 1984 : For Love or Money : Eppes
- 1985 : Meurtre au crépuscule (Amos) de Michael Tuchner : Johnny Kent
- 1986 : The Mouse and the Motorcycle : Matt
- 1986 : Ask Max : Harmon
- 1988 : Runaway Ralph : Matt
- 1988 : Auto-école en folie (Crash Course) : principal Paulson
- 1988 : La Rivière rouge (Red River) : Groot
- 1989 : I Know My First Name Is Steven : Bob Augustine
- 1990 : Angel of Death
- 1991 : Pink Lightning : Monseigneur McCutchen
- 1991 : Une victoire spéciale (One Special Victory) : Wurtz
- 1995 : Opération Alf : le propriétaire du motel
- 1997 : The Westing Game : Sandy McSouthers
- 1997 : Provocante (Tricks) : Big Sam
- 1999 : Vote sous influence (Swing Vote) : Clore Cawley

#### Séries télévisées
- 1963-1965 : Mon Martien favori : oncle Martin / le Martien
- 1967 : Les Mystères de l'Ouest, épisode La Nuit du Trésor des Aztèques (3.8) : professeur Henry Johnson
- 1979 : Stop Susan Williams : Bob Richards
- 1979 : La Petite Maison dans la prairie, épisode Le roi est mort (6.9) : Jimmy Hart
- 1981 : Les Schtroumpfs : voix diverses
- 1984 : Santa Barbara : Mr. Bottoms
- 1985 : Histoires fantastiques : le narrateur des cavernes
- 1985 : Ricky ou la Belle Vie : oncle Harry
- 1986 : Fast Times : Arnold Hand
- 1992 : Star Trek : La nouvelle génération, épisode The First Duty (5.19) : Boothby
- 1993 : Docteur Quinn Femme médecin : Lucius Sliker
- 1998 : Star Trek: Voyager, épisode In the Flesh (5.4) : Boothby